# Paraneoplastyczne rogowacenie dłoni i stóp
Paraneoplastyczne rogowacenie dłoni i stóp, zespół Bazexa – rzadki zespół paraneoplastyczny, należący do skórnych rewelatorów chorób nowotworowych, charakteryzujący się występowaniem łuszczycopodobnych, złuszczających się ognisk barwy czerwonawo-fioletowej na dłoniach, stopach, w obrębie małżowiny usznej, czasami obejmujących grzbiet nosa lub całą twarz. Zmianom tym często towarzyszy nasilona dystrofia paznokci. Z objawów podmiotowych występuje charakterystyczny świąd. 
Rogowacenie paraneoplastyczne może być związane z różnymi typami nowotworów. Pierwszy opisany (przez Bazexa) pacjent miał raka krtani; później donoszono o zmianach skórnych tego typu u chorych na raka górnych dróg oddechowych, języka, błon śluzowych jamy ustnej, płuca, przełyku, a także okrężnicy. 
Zespół został opisany w 1980 roku przez Bazexa i Griffithsa.